# Clubiona maya
Clubiona maya är en spindelart som beskrevs av Hayashi och Yoshida 1991. Clubiona maya ingår i släktet Clubiona och familjen säckspindlar. Inga underarter finns listade i Catalogue of Life.